# Ichneumon malaisei
Ichneumon malaisei är en stekelart som beskrevs av Heinrich 1965. Ichneumon malaisei ingår i släktet Ichneumon och familjen brokparasitsteklar. Inga underarter finns listade i Catalogue of Life.